# 汉娜姐妹
《汉娜姐妹》（英語：Hannah and Her Sisters）是1986年的美国喜剧类剧情片，讲述了三个姐妹与其亲友间复杂关系的故事。影片由伍迪·艾伦编导。本片夺得三项奥斯卡奖：奥斯卡最佳原创剧本奖（伍迪·艾伦）、奥斯卡最佳女配角奖（黛安·韦斯特）和奥斯卡最佳男配角奖（迈克尔·凯恩）。

## 情节
故事遊走在漢娜、李、霍莉三姐妹的身上。

## 角色
- 米亚·法罗 - Hannah
- 芭芭拉·赫尔希 - Lee
- 黛安·韦斯特 - Holly
- 迈克尔·凯恩 - Elliot
- 伍迪·艾伦 - Mickey Sachs
- 凯瑞·费雪 - April
- 莫琳·奥沙利文 - Norma
- 劳伊德·诺兰 - Evan
- 麦斯·冯西度 - Frederick
- 丹尼尔·斯特恩 - Dusty
- 朱莉·凯夫纳 - Gail
- 弗雷德·迈拉麦德 - Dr. Grey
- Joanna Gleason - Carol
- Bobby Short - Himself
- Lewis Black - Paul
- 茱莉亚·路易斯-德瑞弗斯 - Mary
- 克里斯蒂安·克莱门松 - Larry
- J·T·沃尔什 - Ed Smythe
- 约翰·特托罗 - Writer
- Rusty Magee - Ron
- 萨姆·沃特森 - David

## 外部連結
- 開眼電影網上《漢娜姊妹》的資料（繁體中文）
- 豆瓣电影上《汉娜姐妹》的資料 （简体中文）
- 时光网上《汉娜姐妹》的資料（简体中文）
- AllMovie上的资料（英文）
- 爛番茄上的資料（英文）
- Box Office Mojo上的資料（英文）
- TCM电影资料库上的资料（英文）
- Metacritic上的資料（英文）
- 互联网电影数据库（IMDb）上的资料（英文）